# 玛哈西拉·维拉冯
玛哈西拉·维拉冯（1904年8月4日—1987年2月18日），老挝作家、教育工作者，老挝现代语言及文学的奠基人之一。生于泰国依善，後任职于老挝，长期研究老挝历史、文学、语言及教育等领域。其学术研究成果见诸《文学的作用》等文集中。现代老挝国旗亦由他设计。

## 生平
玛哈西拉·维拉冯于1904年出生在今泰国依善的黎逸府，父母皆来自寮保護國。维拉冯早年体弱，在父母的安排下前往寺庙学习，剃度为僧，学习了佛经、古高棉文、泰文与老撾文。後前往泰国烏汶求学，并最终取得佛法高级文凭，成为巴利语教师。1930年，他前往万象，旋即还俗并成为政治家佩差拉·拉达纳冯的秘书:83，并在其支持下开办了老挝第一所近代佛教学校兼图书馆万象佛教研究院。维拉冯亦担任学校的巴利语教师。
1945年，佩差拉親王領導寮國自由民族統一戰線（依薩拉）組建新政府。而维拉冯也参加了依薩拉，意圖維持寮國獨立。当年，他还帮伊萨拉设计了旗帜，这面旗帜在伊萨拉解散後由巴特寮使用，1975年成立的老挝人民民主共和国则将其作为国旗使用至今。但在1946年，法国重新取得老挝全境的控制权，维拉冯被迫流亡泰国，前往泰国国家图书馆进行学术研究。1949年，维拉冯回到老挝担任教职，并在教育部从事教育、文史研究直到1962年退休。他还在1957年编纂出版了第一部老挝史。1975年，老挝人革党废除君主制，建立老挝人民民主共和国，维拉冯复出，先后出任新政府教育部编纂委员会的学术顾问、社会科学院研究员，直到1987年逝世。

## 作品
玛哈西拉·维拉冯涉猎领域甚广，對文字学、语言学、文学、历史学及占星学均有研究。其研究成果由后人整理，并以《文学的作用》、《玛哈西拉维拉冯——生平和成果》之名对外出版:79。在文学领域，老挝传统社会重视文学，主题涵盖领域广泛，包括宗教、哲学、散文、史诗、诗歌、戏剧、历史纪实、法律、占星学、民俗仪式、语言学、喜剧、虚构故事和纪实等。这些古典文学和宗教文学并没有个人著作权的概念，没有固定的原本形式，而是在不断的叙述和再创作之中演变着，一般刻写在贝叶上，存储在木匣中，藏于佛寺之内。维拉冯则通过誊抄、整理出版、研究及再创作等方式提升了这些老挝古典文学作品的能见度。经由其手出版的作品中，也不乏《桑信赛》、《陶坤陶壮》（ພື້ນທ້າວຮຸ່ງ-ທ້າວເຈືອງ）等老挝文学名著:80-81。维拉冯本人也创作了传记《佩差拉王传》及一些诗歌作品，其自创作品受到古典文学影响较深:81-82。
维拉冯通晓多门语言，早年担任教职期间编写教材。这样的经历为他日后投身文字学、语言学研究奠定了基础。他主张保存老挝语，提升其地位，不赞同过度使用泰语、法语等外来语词汇，并参与了老撾文的文字改革以及语法规则、老挝语辞书的编纂，令现代老挝语得以在全国普及:82。